# Арнуль I (граф Камбре)
Арнуль I де Камбре (Arnoul I de Cambrai; умер в 967) — граф Камбре.

## Биография
Первым графом Камбре был Рауль Фландрский (867/70 — убит 17 июня 896), сын графа Фландрии Бодуэна I. Дата начала его правления не известна. Вероятно, он был назначен на должность в 888 году.
Его преемником (возможно — не непосредственным) стал Исаак (умер в 946/948). Согласно «Europäische Stammtafeln», он был женат на дочери Рауля Фландрского. Если это так, то его невеста на момент свадьбы была ещё ребёнком. По мнению некоторых историков, Камбре в 896—907 годах находилось во владении Герберта I де Вермандуа.
Арнуль I был сыном графа Исаака де Камбре. Впервые упоминается в хартии от 8 июля 941 года вместе с отцом.
Жена — Берта (ум. 30 октября неизвестного года или 16 июля 967), про которую с большой долей вероятности можно утверждать, что она дочь Нибелунга, графа Бетуве, и сестра епископа Льежа Бальдрика II.
Дети:
- Роже (ум. до 29 июня 983)
- Эд (ум. после 29 июня 960)
- Гуго (ум. после 29 июня 960)
- Арнуль II (ум. 23 октября 1012) — граф Камбре и Валансьенской марки (Эно)
- Ренье
- Роберт
- не известный по имени сын, отец Гуго — шателена Валансьенна.